# Anna Wengberg

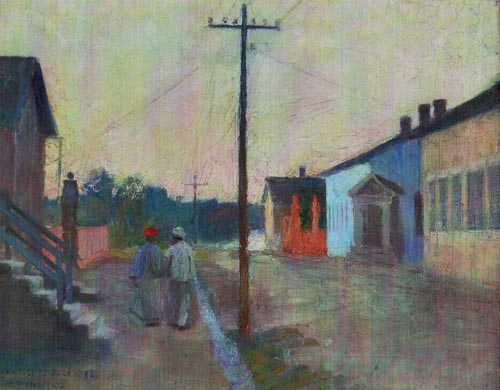
Anna Wengberg: Kyrkogatan 1893. Olja på duk 1893. Önningebymuseet. (Paret på bilden är konstnärerna J.A.G. Acke och Eva Topelius och bilden är målad i Nykarleby i Finland.)

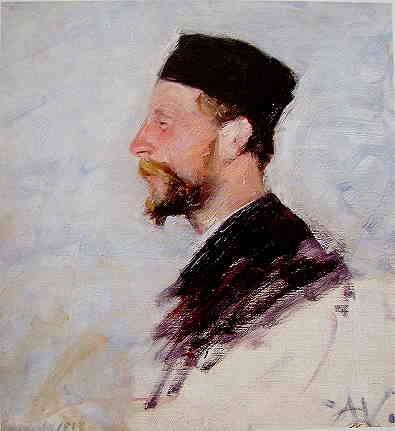
Anna Wengberg: Porträtt av J.A.G. Acke. Olja på duk 1888. Önningebymuseet.

Anna Emilia Wengberg, född 24 april 1865 i Ystads församling, död 13 oktober 1936 i Helsingborgs Maria församling, var en svensk målare och tecknare.

## Biografi
Wengberg föddes 1865 i Ystad och var dotter till häradshövdingen Per August Wengberg och Emilia Sophia Carlheim-Gyllenskiöld. Wengberg påbörjade sina konstnärliga studier i Ystad, därefter studerade hon vidare hos Edvard Perséus i Stockholm 1884 och på dennes inrådan fortsatte hon sina studier hos Bengt Nordenberg i Düsseldorf där hon vistades några år. Intrycken från Nordenbergs ateljé och Düsseldorfmåleriet blev senare bestämmande för hennes fortsatta konstnärliga arbete. Hon studerade också en kortare tid i Paris. Hon debuterade som konstnär 1903 och är framför allt känd för sina porträtt, ofta utförda i en ljus färgskala.
Anna Wengberg kom 1888 i kontakt med den finländske målaren Victor Westerholm och kom via honom att bli verksam i Önningebykolonin, som var en finsk-svensk konstnärskoloni som verkade på Åland omkring 1886–1914. Hennes måleri utvecklades mot en större friskhet i friluftsmåleriets anda under tiden där. Hon var väninna med Eva Acke, en annan konstnär i kolonin som var dotter till den finlandssvenska författaren Zacharias Topelius som Wengberg målade ett porträtt av. Hon besökte ofta Finland och påverkades av det finländska måleriet. Efter att hon 1894 gjorde Helsingborg till sin permanenta hemvist återvände hon ofta till Önningeby. Hennes sista målning därifrån, Knapans farmor, är daterad så pass sent som 1926. Vid det laget hade verksamheten i konstnärskolonin i övrigt upphört. Anna Wengbergs måleri består förutom porträtt av stämningsfulla interiörer samt strandpartier från Åland eller Skåne i en något naiv realistisk prägel.

## Utställningar
Anna Wengberg debuterade i samlingsutställningen Svensk konst som visades i Helsingborg 1903 som följdes av bland annat Skånska konstnärslagets utställning i Helsingborg 1915 och Skånes konstförenings utställningar i Malmö 1915–1920, 1922–1923, 1927 och 1929. Separat ställde hon ut på Åbo konstmuseum 1928 och en minnesutställning arrangerades på Helsingborgs museum 1937.

## Museirepresentation
Wengberg  är represemterad vid Nationalmuseum i Stockholm,
Önningebymuseet, Helsingborgs museum och Malmö museum.